# しかるねこ
しかるねこは、イラストレーターのもじゃクッキーによる猫をモチーフにしたキャラクターおよびそのイラスト。人間のダメな部分を叱ってくれる猫が描かれている。

## 概要
2017年9月に、もじゃクッキーがスマホの見すぎに対して怒っている猫のイラストを投稿したところ、16万を超えるいいねがついたことから、「叱ってくれる猫」からの着想を経てしかるねこが誕生した。その後、
2018年1月に最初のイラストが投稿されると「叱られたい」などの反響を呼び、1か月でTwitterのフォロワーは10万人を突破した。
2021年10月には、初の原画展が開催された。

## キャラクター
しかるねこ
白毛の猫。
ボイス付きLINEスタンプでは、上坂すみれがCVを担当している。
あまやかすねこ
黒い長毛が特徴の子猫。しかるねことは真反対の性格であり、ひたすら甘やかすような言動を取る。
ながめるねこ
垂れ耳で、オレンジ色のハチワレ柄の猫。基本的にただ眺めているだけである。
うれうねこ
グレーのブチ柄、ボブテイルが特徴の猫。いつも憂い悲しんでいる。
たずねるねこ
ポインテッド柄(シャム柄)の子猫。無邪気な子供のようになんでも尋ねてくる。

## コラボレーション
2020年6月には、NetFlix配信の長編アニメ映画『泣きたい私は猫をかぶる』の応援隊長に就任した。
2020年6月には、海洋管理協議会の「海のエコラベル」の認知向上を目指して「大きな海を守ろう」と題したキャンペーンを実施した。
2019年10月には、日清食品の「麺職人」とのコラボで「日清麺職人 しかるねこオリジナルQUOカードキャンペーン」を実施した。
2021年には、スイーツパラダイスとコラボした「しかるねこCAFE」を実施した。

## 書籍
- しかるねこ／もじゃクッキー／KADOKAWA 既刊2巻

1. 2018年6月1日発売 ISBN 9784046023599
2. 2019年2月28日発売 ISBN 9784046041906

## アニメ
2021年春には、30秒のミニアニメとしてアニメ化された。テレビ東京系列にて放送。

### 声の出演
- しかるねこ - 日月(たちもり)[12]
- あまやかすねこ - 雪乃瀬りむ[13]
- たずねるねこ - 今羽にこ[14]

### スタッフ
- 原作：もじゃクッキー
- 監督：小澤良隆、横山美佳
- キャラクターデザイン：みやうちななみ
- 総作画監督：みやうちななみ
- 音楽：蓮尾理之
- アニメーション制作：ムビラボ（テレビ東京）